# Neuvy-Pailloux
Neuvy-Pailloux é uma comuna francesa na região administrativa do Centro, no departamento Indre. Estende-se por uma área de 41,67 km². Em 2010 a comuna tinha 1 206 habitantes (densidade: 28,9 hab./km²).